# DAY DREAM (佐々木功のアルバム)
『DAY DREAM』（デイドリーム）は、1982年5月21日に発売された佐々木功（ささきいさお）のアルバム。
『デイドリーム』『佐々木功/デイドリーム』とも。

## 概要
2016年現在、佐々木にとって唯一のオリジナルアルバム。A面がオリジナル曲、B面はエルヴィス・プレスリーのカバーという構成になっている。
1999年3月20日、5枚組CD-BOX『佐々木功デラックスコレクション -男の詩スペシャル-』にて全曲復刻された。2016年現在、単独でのCD化は行われていない。

## 収録曲
- A面

1. デイドリーム（作詞・作曲：Miw）
アルバムと同時にシングルも発売された。
2. スーパー・スター（作詞・作曲：Miw）
3. ターミナル（作詞：三浦徳子 作曲：小田裕一郎）
4. 恋はいつも（作詞：三浦徳子 作曲：小田裕一郎）
5. もう一度二人（作詞：麻木かおる 作曲：小田裕一郎）
シングル「デイドリーム」のB面。

- B面

1. Are You Lonesome To-night?（作詞・作曲：Roy Turk、Lou Handman）
2. A Fool Such As I（作詞・作曲：Bill Trader）
3. I Need Your Love Tonight（作詞・作曲：Wayne、Reichner）
4. Wear My Ring Around Your Neck（作詞・作曲：Bert Caroll、Russell Moody）
5. Can't Help Falling In Love（作詞・作曲：Weiss、Peretti、Creatore）
6. I Want You, I Need You, I Love You（作詞・作曲：Maurice Mysels、Ira Kosiloff）

- 編曲：石田かつのり